# マテカーニャ国際空港
マテカーニャ国際空港（西: Aeropuerto Internacional de Matecaña、英: Matecaña International Airport）は、コロンビア中西部リサラルダ県の県都ペレイラの西2kmに位置する空港。リサラルダ県のみならず、近県も含む「コーヒー・トライアングル」を代表する空港である。

## 歴史
1944年から1947年にかけて開設された。

## 施設

### 旅客ターミナル
現在の旅客ターミナルは1970年代の建造である。2019年中を目途に新ターミナルの建設が行われている。

## 就航路線
| 航空会社                 | 就航地                                                           |
| ------------------------ | ---------------------------------------------------------------- |
| アビアンカ航空           | ボゴタ、カルタヘナ、ニューヨーク/JFK、サンアンドレス島 (Charter) |
| イージーフライ           | ボゴタ、ブカラマンガ、メデジン、メデジン/オラヤエレラ、キブド    |
| ビバエア・コロンビア     | ボゴタ、カルタヘナ、サンタ・マルタ                               |
| LATAM コロンビア         | ボゴタ、カルタヘナ、メデジン                                     |
| ウルトラ・エア           | カルタヘナ、サンタ・マルタ                                       |
| コパ航空                 | パナマシティ                                                     |
| アビオール・エアラインズ | ポルラマル (Charter)                                             |
| アメリカン航空           | マイアミ                                                         |